# Jasienica Dolna (gmina)
Jasienica Dolna – dawna gmina wiejska istniejąca w latach 1945–1954 i 1973–1975 w woj. śląskim i woj. opolskim (dzisiejsze woj. opolskie). Siedzibą władz gminy była Jasienica Dolna.
Gmina zbiorowa Jasienica Dolna powstała po II wojnie światowej (w grudniu 1945) w powiecie nyskim na terenie tzw. Ziem Odzyskanych (tzw. I okręg administracyjny – Śląsk Opolski), powierzonym 18 marca 1945 administracji wojewody śląskiego, a z dniem 28 czerwca 1946 przyłączonym do woj. śląskiego (śląsko-dąbrowskiego).
Według stanu z 1 stycznia 1946 gmina składała się z 5 gromad: Jasienica Dolna, Czerwiec (obecnie Piątkowice), Lasoty (obecnie Lasocice), Mańkowice i Żarki (obecnie Drogoszów). 6 lipca 1950 zmieniono nazwę woj. śląskiego na katowickie; równocześnie gmina Jasienica Dolna wraz z całym powiatem nyskim weszła w skład nowo utworzonego woj. opolskiego.
Według stanu z 1 lipca 1952 gmina składała się z 5 gromad: Drogoszów, Jasienica Dolna, Lasocice, Mańkowice i Piątkowice. Gmina została zniesiona 29 września 1954 wraz z reformą wprowadzającą gromady w miejsce gmin.
Jednostkę reaktywowano 1 stycznia 1973 w tymże powiecie i województwie; w skład gminy weszły obszary 9 sołectw: Drogoszów, Jasienica Dolna, Lasocice, Mańkowice, Myczowiec, Piątkowice, Rusocin, Rynarcice i Włodary.
1 czerwca 1975 gmina weszła w skład nowo utworzonego (mniejszego) woj. opolskiego.
30 października 1975 gmina została zniesiona, a jej obszar przyłączony do gmin:
- Korfantów (obszary sołectw Myszowice, Rynarcice i Włodary),
- Łambinowice (obszary sołectw Drogoszów, Jasienica Dolna, Lasowice, Mańkowice i Piątkowice),
- Nysa (obszar sołectwa Rusocin).